# Abbeho komparátor
Abbeho komparátor je přístroj pro přesné měření vlnových délek viditelného světla, který jako první navrhl a sestrojil německý fyzik Ernst Abbe. Naměřené vlnové délky porovnává se srovnávacím spektrem.

## Charakteristika
Přístroj se skládá z pevného a pohyblivého mikroskopu. V současnosti je měření automatizované (snímání kamerou, laserové měření, počítačové zpracování), což zvyšuje přesnost a zrychluje celý proces.